# Campionat de Catalunya de futbol 1929-1930
La temporada 1929-30 del Campionat de Catalunya de futbol fou la trenta-unena edició de la competició. Fou disputada la temporada 1929-30 pels principals clubs de futbol de Catalunya.

## Primera Categoria

### Classificació final
| Pos | Equip            | PJ | PG | PE | PP | GF | GC | DG  | Pts | Classificació |
| --- | ---------------- | -- | -- | -- | -- | -- | -- | --- | --- | ------------- |
| 1   | FC Barcelona (C) | 10 | 8  | 0  | 2  | 33 | 6  | +27 | 16  | Campió        |
| 2   | RCD Espanyol     | 10 | 7  | 0  | 3  | 33 | 15 | +18 | 14  |               |
| 3   | CE Europa        | 10 | 5  | 1  | 4  | 21 | 25 | −4  | 11  |               |
| 4   | FC Badalona (O)  | 10 | 4  | 1  | 5  | 20 | 31 | −11 | 9   | Promoció      |
| 5   | UE Sants (R)     | 10 | 2  | 2  | 6  | 18 | 31 | −13 | 6   | Promoció      |
| 6   | CE Júpiter (O)   | 10 | 2  | 0  | 8  | 12 | 29 | −17 | 4   | Promoció      |

El FC Barcelona s'emportà el campionat català en vèncer el RCD Espanyol en la darrera jornada del campionat per 3 a 2. Els tres darrers classificats, FC Badalona, UE Sants i CE Júpiter van haver de disputar la promoció amb els millors de Segona Preferent.

### Resultats finals
- Campió de Catalunya: FC Barcelona
- Classificats per Campionat d'Espanya: FC Barcelona, RCD Espanyol i CE Europa
- Descensos: UE Sants
- Ascensos: CE Sabadell FC

## Segona Categoria
La segona categoria (anomenada Segona Categoria Preferent) la tornaren a formar 12 clubs, però aquesta temporada estigueren dividits en dos grups de 6.
Grup A
| Pos | Equip          | PJ | PG | PE | PP | GF | GC | DG  | Pts | Classificació |
| --- | -------------- | -- | -- | -- | -- | -- | -- | --- | --- | ------------- |
| 1   | Iluro SC       | 10 | 6  | 2  | 2  | 21 | 11 | +10 | 14  | Promoció      |
| 2   | UE Sant Andreu | 10 | 5  | 2  | 3  | 19 | 14 | +5  | 12  | Promoció      |
| 3   | FC Martinenc   | 10 | 4  | 3  | 3  | 23 | 11 | +12 | 11  | Promoció      |
| 4   | FC Palafrugell | 10 | 4  | 1  | 5  | 11 | 20 | −9  | 9   | Promoció      |
| 5   | Gràcia FC      | 10 | 4  | 0  | 6  | 15 | 25 | −10 | 8   |               |
| 6   | FC Santboià    | 10 | 2  | 2  | 6  | 18 | 26 | −8  | 6   | Promoció      |

Grup B
| Pos | Equip               | PJ | PG | PE | PP | GF | GC | DG  | Pts | Classificació  |
| --- | ------------------- | -- | -- | -- | -- | -- | -- | --- | --- | -------------- |
| 1   | CE Sabadell (C)     | 10 | 7  | 2  | 1  | 24 | 12 | +12 | 16  | Campió         |
| 2   | Alumnes Obrers      | 10 | 6  | 1  | 3  | 25 | 14 | +11 | 13  | Promoció       |
| 3   | Terrassa FC         | 10 | 4  | 1  | 5  | 19 | 21 | −2  | 9   | Promoció       |
| 4   | Atlètic de Sabadell | 10 | 2  | 3  | 5  | 16 | 19 | −3  | 7   |                |
| 5   | Club Gimnàstic      | 10 | 0  | 2  | 8  | 5  | 30 | −25 | 2   | Promoció       |
| 6   | CE Manresa          | 10 | 6  | 1  | 3  | 24 | 17 | +7  | 0   | Promoció (Dqf) |

El Manresa fou desqualificat per no presentar-se a la represa del partit que l'enfrontava amb el Sabadell, que havia estat interromput en finalitzar el primer temps amb 0 a 1 pels sabadellencs. Li foren retirats els punts i es classificà en darrera posició.
Els dos campions, Iluro i Sabadell es disputaren el campionat:
| Equip 1        | Global | Equip 2  | Anada | Tornada |
| -------------- | ------ | -------- | ----- | ------- |
| CE Sabadell FC | 3-1    | Iluro SC | 1-0   | 2-1     |

El Centre d'Esports Sabadell es proclamà campió de Segona Categoria Preferent.
Els tres darrers clubs de Primera (FC Badalona, UE Sants i CE Júpiter), els tres primers de cada grup de segona (CE Sabadell, Iluro SC, FC Martinenc, UE Sant Andreu, Manresa SC i Alumnes Obrers) i el vencedor d'una eliminatòria entre els quarts i cinquens de segona (Palafrugell, Gràcia, Atlètic i Terrassa) disputaren la lligueta de Promoció per tres places a Primera la següent temporada. La desqualificació del Manresa de la categoria provocà que de l'eliminatòria de quarts i cinquens en sortissin dues places. Els dos club classificats foren FC Palafrugell i FC Terrassa. La classificació final fou: Terrassa 9 punts, Palafrugell 8, Gràcia 4 i Atlètic 3.

| Pos | Equip              | PJ | PG | PE | PP | GF | GC | DG  | Pts | Classificació |
| --- | ------------------ | -- | -- | -- | -- | -- | -- | --- | --- | ------------- |
| 1   | FC Badalona (O)    | 18 | 13 | 2  | 3  | 70 | 16 | +54 | 28  | Roman a 1a    |
| 2   | CE Júpiter (O)     | 18 | 11 | 3  | 4  | 40 | 25 | +15 | 25  | Roman a 1a    |
| 3   | CE Sabadell (O, P) | 18 | 11 | 3  | 4  | 35 | 18 | +17 | 25  | Ascens a 1a   |
| 4   | Iluro SC           | 13 | 8  | 2  | 3  | 35 | 36 | −1  | 18  |               |
| 5   | UE Sants           | 18 | 8  | 2  | 8  | 29 | 37 | −8  | 18  | Baixa a 2a    |
| 6   | FC Martinenc       | 18 | 8  | 1  | 9  | 35 | 46 | −11 | 17  |               |
| 7   | UE Sant Andreu     | 18 | 7  | 3  | 8  | 29 | 34 | −5  | 17  |               |
| 8   | FC Palafrugell     | 18 | 6  | 3  | 9  | 30 | 35 | −5  | 15  |               |
| 9   | Terrassa FC        | 18 | 4  | 3  | 11 | 31 | 48 | −17 | 11  |               |
| 10  | Alumnes Obrers     | 18 | 2  | 2  | 14 | 27 | 66 | −39 | 6   |               |

El FC Badalona i el CE Júpiter aconseguiren mantenir la categoria. El CE Sabadell FC, una temporada després de descendir, assolí la Primera novament, mentre que la UE Sants la perdé, després de molts anys a la màxima categoria.

## Tercera Categoria
La tercera categoria del Campionat de Catalunya de futbol (anomenada Campionat de Segona Categoria) es disputà seguint criteris regionals.
- Grup de Barcelona A: US Poble Nou, FC Artiguenc-Llevant, UA d'Horta, FC Adrianenc i US Atlètic Fortpienc.
- Grup de Barcelona B: Granollers SC, Mollet SC, FC Ripollet i Vic FC.
- Grup de Barcelona C: Atlètic Club del Turó, FC Güell, FC Santfeliuenc, Catalunya de Les Corts SC i CD Torrassenc.
- Grup de Barcelona D: CD Sitges, Vendrell, FC Noia, FC Vilafranca i UE Vilafranca.
- Grup de Tarragona: Reus Deportiu, Catalunya Nova de Reus, FC Tarragona i Atlètic Vallenc. El FC Tarragona es proclamà campió de Tarragona.[14]

Els campions dels quatre grups de Barcelona foren UA d'Horta, Granollers SC, Atlètic Club del Turó i FC Vilafranca. Aquests quatre equips s'enfrontaren per decidir el campió de Barcelona de la categoria. La Unió Atlètica d'Horta se'n proclamà. La classificació final fou Horta 8 punts, Granollers 7 punts, Vilafranca 6 punts i Atlètic Turó 3.
A més es creà la nova Lliga Amateur:
- Barcelona: Diversos grups. Fou campió la UE Poble Sec.[17]
- Grup de Girona (amateur): Palamós SC, L'Escala FC, Unió Sportiva de Figueres, CD Cassà, CD Farners i Olot FC. La Unió Sportiva de Figueres es proclamà campiona.[8]
- Grup de Lleida (amateur): FC Tàrrega, Català de Cervera, SC Mollerussa, Igualada, FC Borges i CF Balaguer. El FC Tàrrega es proclamà campió.[15]

La UD Girona i el FC Lleida no participaren en els campionats de Girona i Lleida, ja que no pertanyien a la categoria amateur.
El campió amateur de Catalunya fou la Unió Sportiva Figueres, en vèncer a la semifinal al Tàrrega (0-0 i 4-0) i a la final el Poble Sec (2-1 i 1-2).
Els tres millors clubs de Barcelona (Horta, EC Granollers i FC Vilafranca), juntament amb la UD Girona, el FC Tarragona i el FC Lleida disputaren la lligueta per decidir els clubs que disputarien la promoció d'ascens (anomenat Torneig de Classificació). El Granollers SC es proclamà campió. La classificació final fou: EC Granollers 17 punts, FC Vilafranca 13 punts, FC Lleida 10 punts, UA d'Horta 11 punts, UD Girona 9 punts i FC Tarragona 0 punt. El FC Tarragona es retirà de la competició.
Granollers, Vilafranca i Lleida es classificaren per disputar la promoció d'ascens a Segona Categoria Preferent (Torneig de Promoció). Finalment, però, fou l'Horta qui la disputà en perjudici del Lleida. Els tres clubs classificats disputaren la promoció als tres pitjors clubs de segona (Santboià, Gimnàstic i Manresa).

| Pos | Equip                | PJ | PG | PE | PP | GF | GC | DG  | Pts | Classificació |
| --- | -------------------- | -- | -- | -- | -- | -- | -- | --- | --- | ------------- |
| 1   | Granollers SC (O, P) | 6  | 4  | 1  | 1  | 14 | 12 | +2  | 9   | Ascens a 2a   |
| 2   | UA Horta (O, P)      | 6  | 4  | 0  | 2  | 16 | 10 | +6  | 8   | Ascens a 2a   |
| 3   | FC Santboià (O)      | 6  | 3  | 1  | 2  | 15 | 14 | +1  | 7   | Roman a 2a    |
| 4   | CE Manresa           | 6  | 2  | 1  | 3  | 19 | 14 | +5  | 5   | Roman a 2a    |
| 5   | Club Gimnàstic       | 6  | 2  | 0  | 4  | 11 | 13 | −2  | 4   | Roman a 2a    |
| 6   | FC Vilafranca (P)    | 6  | 1  | 1  | 4  | 11 | 23 | −12 | 3   | Ascens a 2a   |

Granollers SC, UA d'Horta i FC Santboià assoliren les tres places en joc. Posteriorment, amb l'ampliació de la categoria de 12 a 15 clubs, CE Manresa, Gimnàstic de Tarragona i FC Vilafranca també hi ingressaren.